# Liste der Weihbischöfe in Breslau

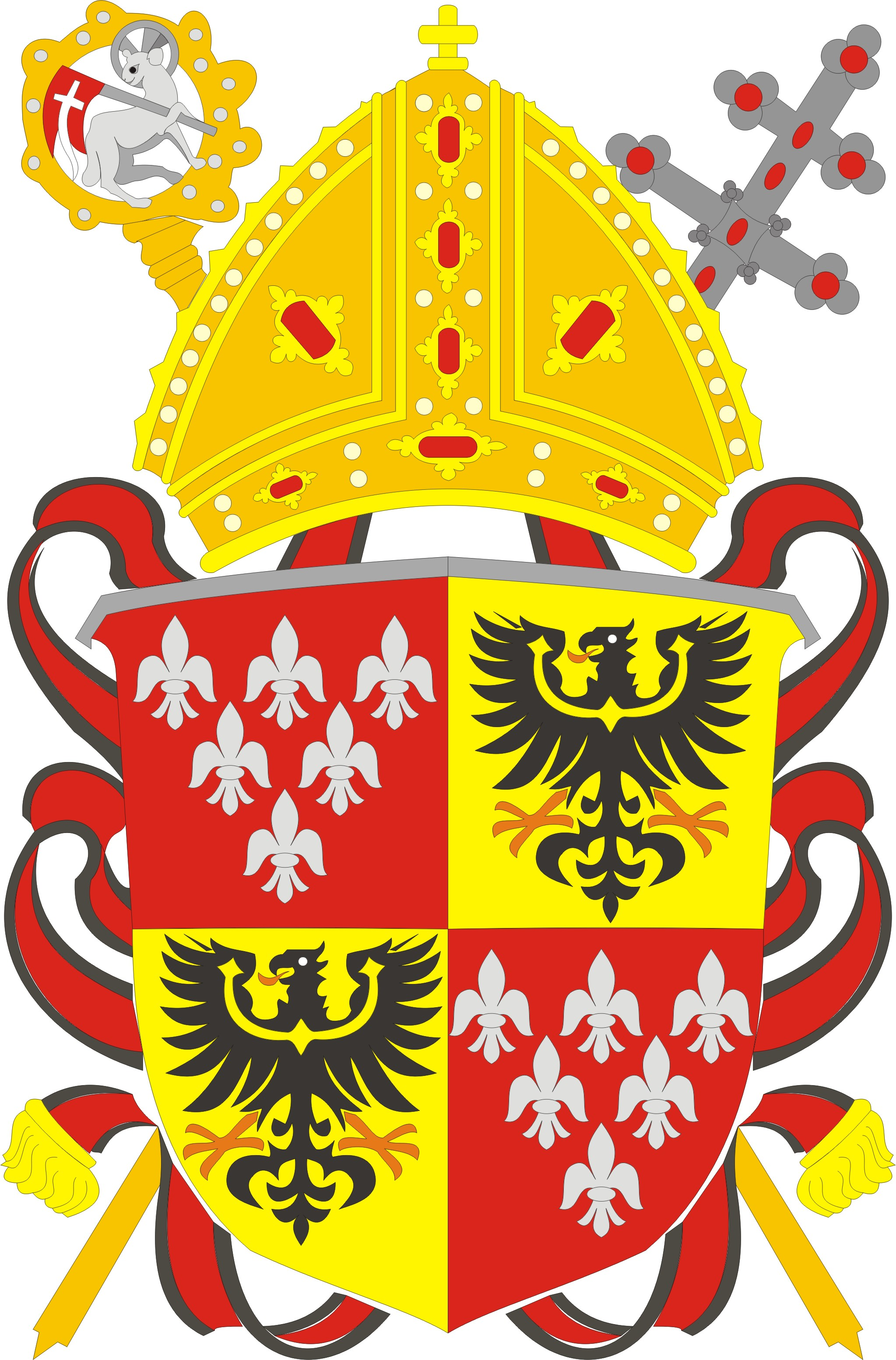
Wappen des Hochstifts Breslau

Die Liste der Weihbischöfe in Breslau stellt die Weihbischöfe des Bistums Breslau vor.
Im Bistum erscheinen Weihbischöfe erstmals um die Mitte des 13. Jahrhunderts. Daneben wurden auch fremde Bischöfe, die von ihren Sitzen vertrieben worden waren oder sich anderweitig im Bistumsgebiet aufhielten, mit weihbischöflichen Handlungen betraut. Die Reihenfolge der eigentlichen Weihbischöfe in Breslau beginnt 1307 mit dem Titularbischof Paul von Banz.
| Name                                      | von  | bis  | Anmerkung |
| ----------------------------------------- | ---- | ---- | --- |
| Veit OP                                   | 1251 | 1260 | Missionsbischof in Litauen (Ep. Lithoviensis). Verzichtete am 1. März 1255 auf sein Bistum.                                                                 |
| Anselm von Meißen OT                      | 1262 | 1265 | Bischof von Ermland (Ep. Warmiensis) |
| Salvius                                   | 1268 |      | Bischof von Tribunia, † vor dem 23. Dezember 1281 |
| Herbord von Lavant                        | 1270 |      | 1267–1275 Bischof von Lavant |
| Iwan OFM (auch Johannes)                  | 1294 |      | Titularbischof von Lacedaemonia; Weihbischof in Prag (1294/95), Bautzen (1299), Lausanne (1299/1300), Basel (um 1300), Straßburg (1301) und Konstanz (1303) |
| Paul                                      | 1302 |      | Titularbischof von Scopoli in Thessalia; Weihbischof in Gnesen (1299–1308); † 1308                                                                          |
| Nikolaus                                  | 1303 |      | Bischof von Zengg |
| Hartung OFM                               | 1303 |      | Bischof von Semgallen |
| Paul von Banz OCist                       | 1302 | 1323 | erster urkundlich wirkender Breslauer Weihbischof; Titularbischof von Tiberias                                                                              |
| Bernardus OP                              | 1307 | 1315 | Titularbischof von Callipolis |
| Stephan von Lebus                         | 1343 | 1345 | War seit 1326 Bischof von Lebus |
| Franz von Rothwitz OFM                    | 1346 | 1365 | Titularbischof von Cantanus |
| Thomas von Neumarkt OPraem                | 1349 | 1378 | Titularbischof von Sarepta; Hofkaplan und Leibarzt der Herzöge Heinrich VI. von Breslau und Boleslaw II. von Brieg und Liegnitz                             |
| Johannes von Rothwitz                     | 1360 |      | Titularbischof von Cantus |
| Mathias von Neumarkt OCist                | 1362 | 1370 | Titularbischof von Tribunensis, Weihbischof in Leitomischl; Bruder des Johannes von Neumarkt                                                                |
| Dirslaus von Schwenkfeld OP               | 1365 | 1398 | Titularbischof von Klatensis; entstammte dem schlesischen Adelsgeschlecht Schwenkfeld                                                                       |
| Nikolaus von Bunzlau OSB                  | 1398 | 1411 | ab 1390 Bischof von Abelone (Abelonensis) |
| Johann Tylmann Wessel OESA / OSB          | 1410 | 1431 | Konventual des Benediktinerklosters Reinhausen; Weihbischof in Hildesheim; 1410 zum Titularbischof von Symbalon (Symbaliensis) ernannt.                     |
| Bernhard Arcuficis OP                     | 1405 | 1435 | Titularbischof von Callipolis |
| Augustinus de Motwitz                     | 1414 | 1432 | Titularbischof von Thalonensis |
| Johann von Pannwitz                       | 1441 | 1446 | Titularbischof von Symbalon (Symbaliensis) |
| Johannes Erler OFM                        | 1447 | 1470 | Titularbischof von Gardar, Weihbischof in Meißen |
| Bernhard Wenzeslaus von Pransnitz CRSA    | 1447 | 1456 | Titularbischof von Symbalon (Symbaliensis) |
| Franz Kuhschmalz                          | 1455 | 1457 | 1424–1457 Bischof von Ermland, 1455–1457 weihbischöfliche Handlungen in Breslau.                                                                            |
| Johannes Pelletz OFM                      | 1456 | 1461 | Titularbischof von Symbalon (Symbaliensis) |
| Johannes Ambrosii CRSA                    | 1476 | 1504 | Titularbischof von Cyzicus |
| Heinrich von Füllstein                    | 1505 | 1538 | Titularbischof von Nicopolis ad Iaterum |
| Johannes Thiel OPraem                     | 1539 | 1545 | Abt des Prämonstratenserstifts St. Vinzenz; Titularbischof von Nicopolis                                                                                    |
| Mathias von Wentzky und Petersheyde       |      | 1560 | Landeshauptmann des Fürstentums Neisse |
| Adam Weisskopf                            | 1577 | 1602 | Titularbischof von Nicopolis |
| Georg Scultetus                           | 1604 | 1613 | Titularbischof von Lydda |
| Franz Ursinus                             | 1614 | 1615 | Titularbischof von Nicopolis |
| Martin Kohlsdorf                          | 1617 | 1624 | Titularbischof von Nicopolis |
| Karl Weinberger                           | 1620 | 1625 | Titularbischof von Naziacus; nominierter Bischof von Pedena                                                                                                 |
| Johann Balthasar Liesch von Hornau        | 1625 | 1661 | Titularbischof von Nicopolis |
| Kaspar Karas von Rhomstein                | 1640 | 1646 | Weihbischof in Olmütz; Titularbischof von Tiberias in Palästina                                                                                             |
| Karl Franz Neander von Petersheide        | 1662 | 1693 | Titularbischof von Nicopolis |
| Johann Brunetti                           | 1693 | 1703 | Titularbischof von Lacedaemonia |
| Stephan Anton Mdzewski OP                 | 1703 | 1703 | Titularbischof von Calama; Weihbischof in Gnesen; 1703 weihbischöfliche Handlungen in Breslau                                                               |
| Franz Engelbert Barbo von Waxenstein      | 1704 | 1706 | Titularbischof von Dara |
| Anton Ignaz Müntzer                       | 1709 | 1714 | Titularbischof von Madaurus |
| Elias Daniel von Sommerfeld               | 1714 | 1742 | Titularbischof von Leontopolis |
| Franz Dominikus von Almesloe              | 1743 | 1760 | Titularbischof von Cambysopolis |
| Johann Moritz von Strachwitz              | 1761 | 1781 | Titularbischof von Tiberias |
| Anton Ferdinand von Rothkirch und Panthen | 1781 | 1805 | Titularbischof von Paphus |
| Emanuel von Schimonsky                    | 1798 | 1823 | Titularbischof von Lerus |
| Karl von Aulock                           | 1826 | 1830 | Titularbischof von Marokko |
| Joseph Karl von Schuberth                 | 1831 | 1835 | Titularbischof von Canatha |
| Daniel Latussek                           | 1838 | 1857 | Titularbischof von Diana |
| Bernhard Bogedain                         | 1857 | 1860 | Titularbischof von Hebron |
| Adrian Wlodarski                          | 1861 | 1875 | Titularbischof von Ibora |
| Hermann Gleich                            | 1875 | 1900 | Titularbischof von Mallo |
| Franz Sniegon                             | 1883 | 1891 | Weihbischof für den 1742 bei Böhmen verbliebenen Teil des Bistums Breslau                                                                                   |
| Heinrich Marx                             | 1900 | 1911 | Titularbischof von Colossae |
| Karl Augustin                             | 1910 | 1919 | Titularbischof von Diocaesarea |
| Valentin Wojciech                         | 1920 | 1940 | Titularbischof von Danaba |
| Josef Deitmer                             | 1923 | 1929 | Titularbischof von Sora |
| Joseph Ferche                             | 1940 | 1946 | Titularbischof von Vina; ab 1947 Weihbischof in Köln |
| Andrzej Wronka                            | 1957 | 1974 | Titularbischof von Vatarba |
| Paweł Latusek                             | 1961 | 1973 | Titularbischof von Tigillava |
| Ignacy Jeż                                | 1967 | 1972 | Titularbischof von Alba Maritima |
| Wincenty Urban                            | 1967 | 1983 | Titularbischof von Abitinae |
| Józef Marek                               | 1973 | 1978 | Titularbischof von Tigillava |
| Tadeusz Rybak                             | 1977 | 1992 | Titularbischof von Benepota |
| Adam Dyczkowski                           | 1978 | 1992 | Titularbischof von Altava |
| Józef Pazdur                              | 1985 | 2000 | Titularbischof von Ulcinium |
| Jan Tyrawa                                | 1988 | 2004 | Titularbischof von Nova Sinna |
| Edward Janiak                             | 1996 | 2012 | Titularbischof von Scilium |
| Andrzej Siemieniewski                     | 2006 | 2021 | Titularbischof von Theuzi |
| Jacek Kiciński CMF                        | 2016 | dato | Titularbischof von Margum |
| Maciej Małyga                             | 2022 | dato | Titularbischof von Ulcinium |